# ソビンカ
座標: 北緯55度59分00秒 東経40度01分00秒 / 北緯55.9833度 東経40.0167度

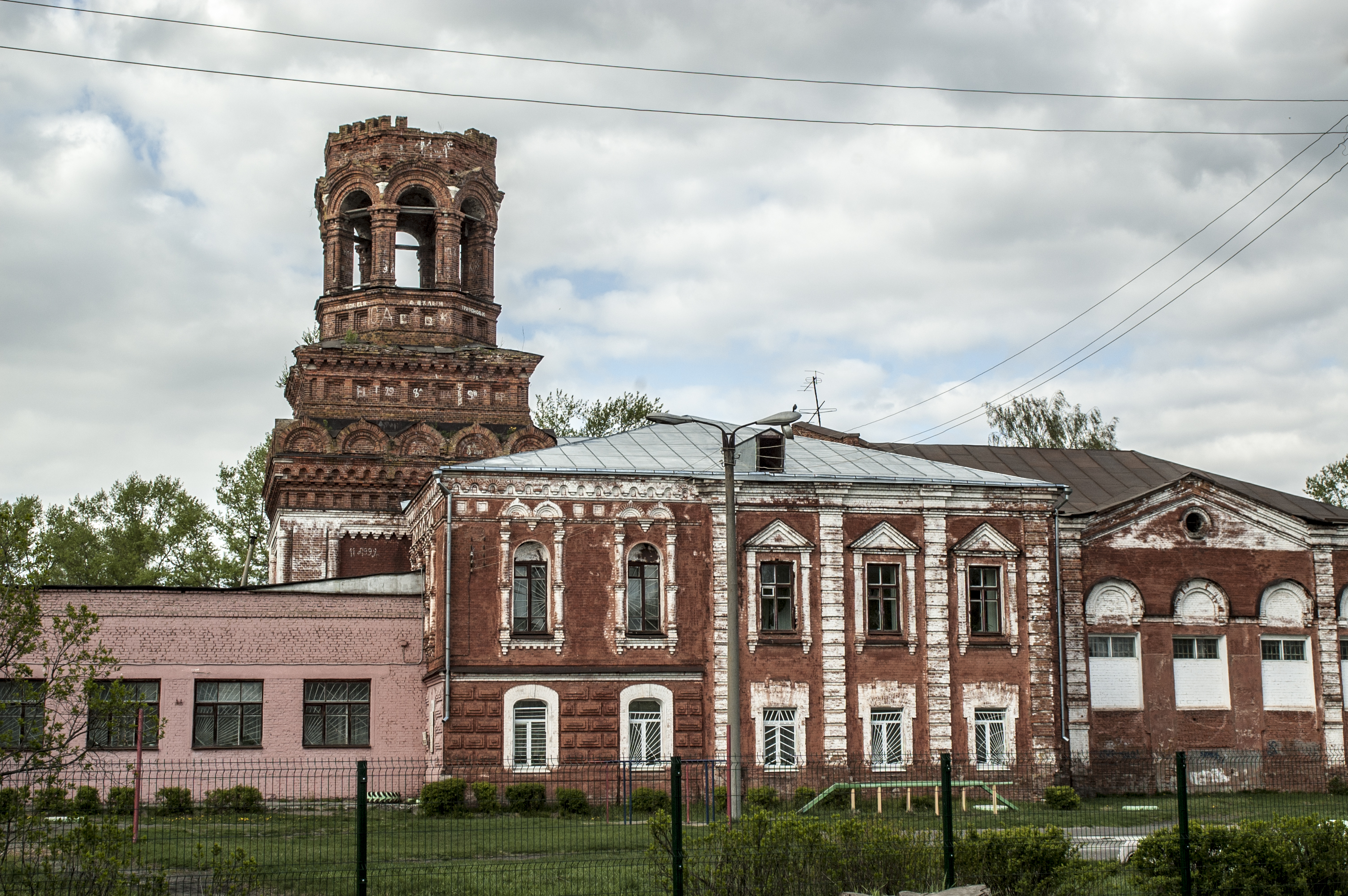

ソビンカ（ロシア語: Собинка；Sobinka）は、ロシア連邦・ヴラジーミル州の中部にある町。人口は1万7444人（2021年）。州都ウラジーミルからは南西へ37km。ソビンスキー地区の中心で、近隣の街ラキンスクを管轄下においている。メシュチョラ低地の北西部、クリャージマ川の右岸に位置する。

## 歴史
古くはソビノフの荒地と呼ばれた。1850年代にロセフ兄弟がソビンカに繊維工場を開き、周囲の労働者の集落が形成された。この工場はロシア革命後に共産主義者の前衛工場（Коммунистический авангард）と改名され、1920年代の短期間、町の名もこの工場の略称にちなんでコマヴァンガルド（Комавангард）と改名されていた。1939年にソビンカは市となった。

## 文化と産業
町には博物館がある。近郊のオレホヴォ村には、この村で生まれたロシアの航空の父ニコライ・ジュコーフスキーを記念する博物館が建てられている。
ソビンカには繊維工場のほか、自動車部品や医療用品を生産する工場、製材所などがある。
近くのラキンスクには、1862年に開業したモスクワ-ニジニ・ノヴゴロド間の鉄道が走り、ウンドル駅が置かれている。この駅はソビンカ市街から4km離れている。またモスクワ-ウラジーミル-ニジニ・ノヴゴロド-カザン-ウファを結ぶロシア連邦道路M7もラキンスクを通る。